# Província de Jauja
Jauja és una de les nou províncies que conformen el departament de Junín al Perú. Limita pel nord amb les províncies de Yauli, Tarma i Chanchamayo; per l'est amb la província de Satipo; pel sud amb la província de Concepción, i per l'oest amb el departament de Lima. La capital de la província és la ciutat de Jauja. Aquesta ciutat va ser fundada per Francisco Pizarro com la primera capital del Perú.

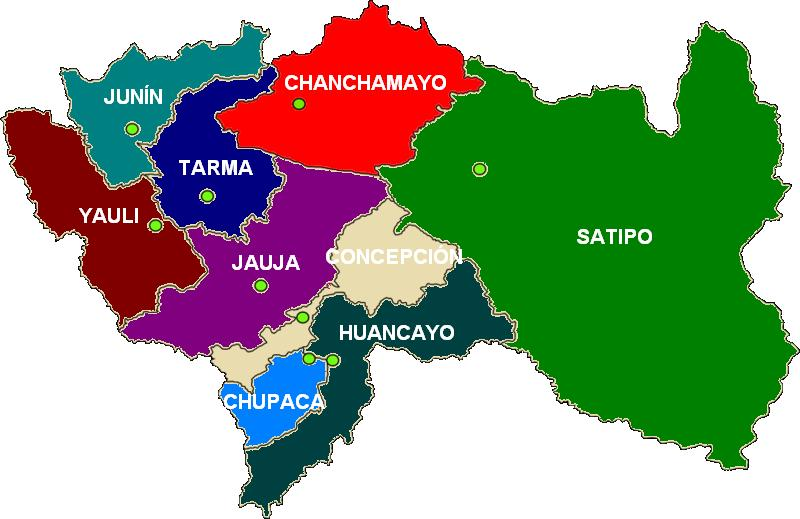
Províncies del departament de Junín

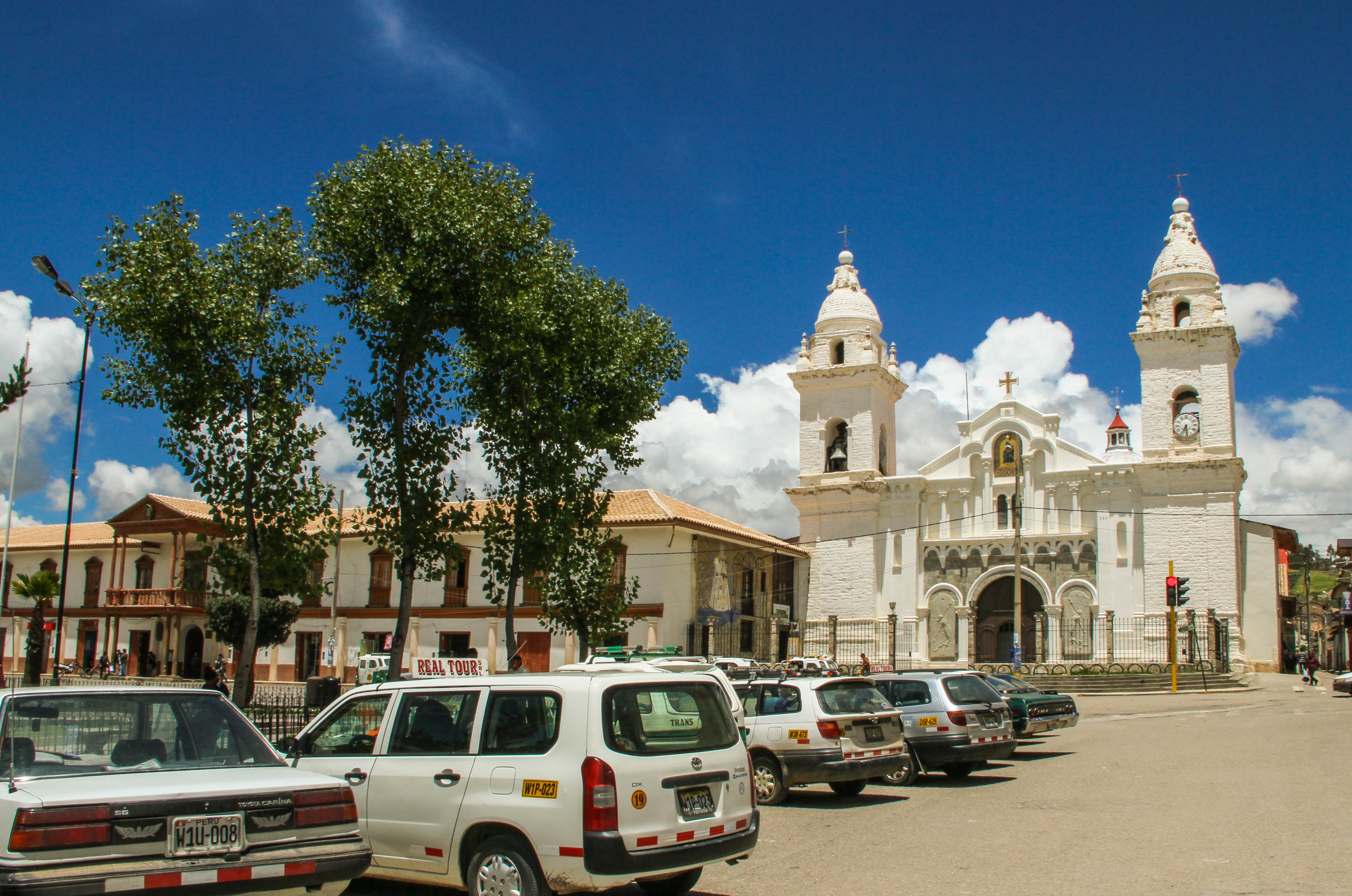
Vista de la cantonada del jr. Grau i Junín cap a l'església de la plaça major de Jauja.

Dins de la divisió eclesiàstica de l'Església catòlica del Perú, pertany a la Vicaria IV de l'arxidiòcesi de Huancayo.

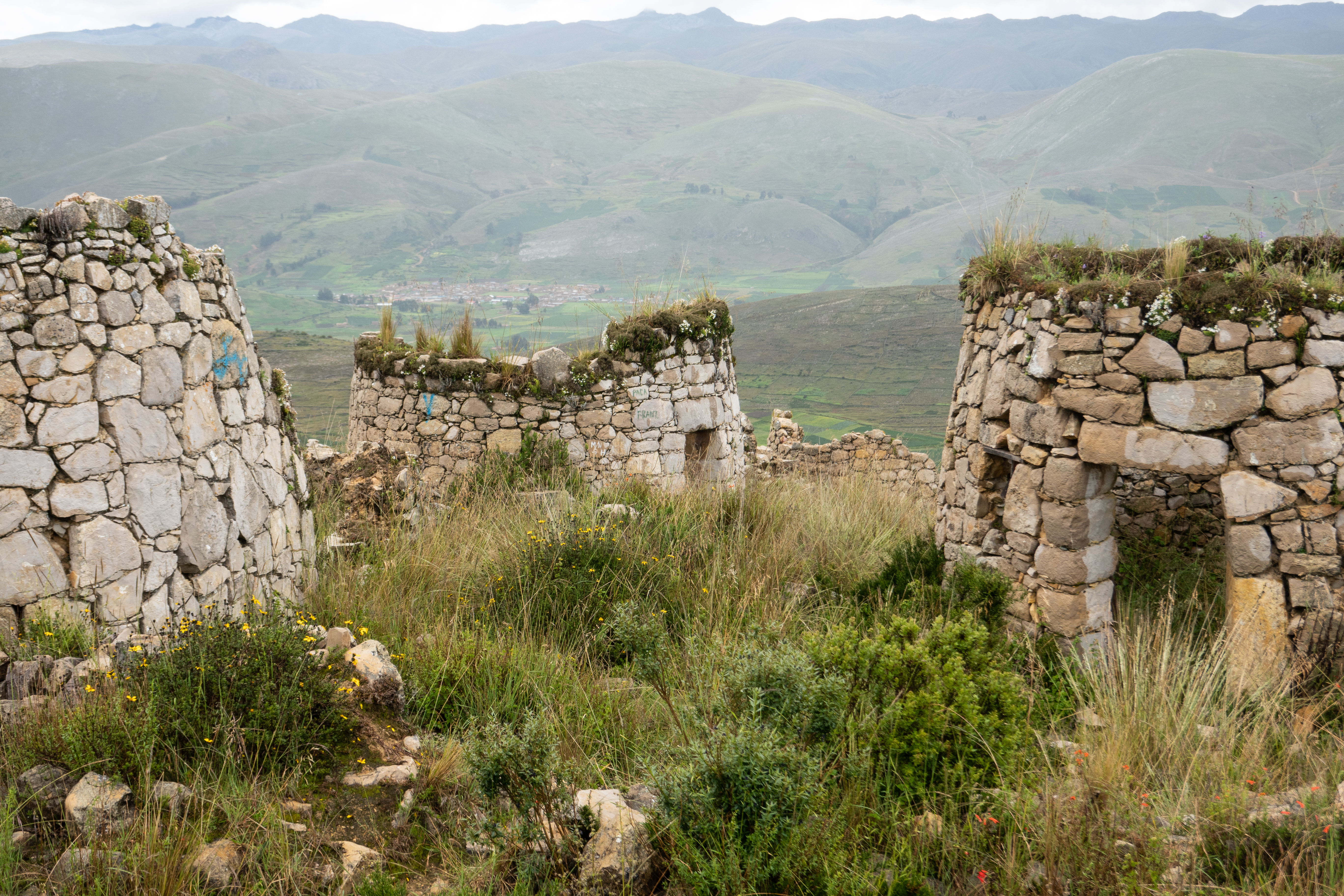
Tunanmarca a Jauja

Jauja és la província amb més districtes del departament de Junín, sent aquests trenta-quatre:
1. Jauja
2. Acolla
3. Apata[2]
4. Ataura
5. Canchayllo
6. Curicaca
7. El Mantaro
8. Huamalí
9. Huaripampa
10. Huertas
11. Janjaillo
12. Julcán
13. Leonor Ordóñez
14. Llocllapampa
15. Marco
16. Masma
17. Masma Chicche
18. Molinos
19. Monobamba
20. Muqui
21. Muquiyauyo
22. Paca
23. Paccha
24. Pancán
25. Parco
26. Pomacancha
27. Ricrán
28. San Lorenzo
29. San Pedro de Chunán
30. Sausa
31. Sincos
32. Tunanmarca
33. Yauli
34. Yauyos